# Ledian Memushaj
Ledian Memushaj (* 7. Dezember 1986 in Vlora) ist ein ehemaliger albanischer Fußballspieler.

## Spielerkarriere

### Verein
Memushaj stammt aus der Jugend von ASD Sarzanese Calcio. Es folgten weitere Vereine, u. a. Chievo Verona, FC Carpi und US Lecce. Von 2014 bis zum Karriereende im Jahr 2022 spielt er mit einer kurzen Unterbrechung für Delfino Pescara 1936.

### Nationalmannschaft
Seit 2010 hatte er seltene, seit 2015 regelmäßige Einsätze in der albanischen A-Nationalmannschaft. Bei der Fußball-Europameisterschaft 2016 in Frankreich wurde er in das albanische Aufgebot aufgenommen. Im Auftaktspiel wurde er noch nicht eingesetzt, gegen Frankreich und gegen Rumänien spielte er dann jeweils über die volle Spielzeit. Danach schied das Team aus dem Turnier aus. In der Zeit nach der Europameisterschaft spielte er weiter regelmäßig für die Nationalmannschaft, bevor er am 28. März 2021 gegen England sein letztes Länderspiel absolvierte.